# نهاية الحرب الأهلية الأمريكية
بدأ اتفاق الكونفدرالية لوقف إطلاق النار مع اتفاق جيش فرجينيا الشمالية لوقف إطلاق النار في 9 أبريل في مبنى محكمة أبوماتوكس (أبوماتوكس كورت هاوس) من قبل الجنرال روبرت إدوارد لي وانتهى مع اتفاق شيناندوا لوقف إطلاق النار في 6 نوفمبر 1865 لتنتهي بذلك الأعمال العدائية للحرب الأهلية الأمريكية.

## خلفية
اهتمت الصحف بالقتال في المسرح الشرقي للحرب الأهلية الأمريكية بين جيش بوتوماك التابع للفريق يوليسيس جرانت وجيش فرجينيا الشمالية التابع للي أكثر من معارك المسرح الغربي. سيطرت أخبار مناوشات المسرح الشرقي بشكل كبير على الصحف مع تطور حملة أبوماتوكس. خاض جيش لي سلسلةً من المعارك في حملة أبوماتوكس ضد جرانت والتي أدت في النهاية إلى تضاؤل خطوطه الدفاعية. توزعت خطوط لي الدفاعية الواسعة في أجزاء صغيرة طولها ثلاثين ميلًا حول ريتشموند وبطرسبرغ. أنهكت قواته في دفاعها عن هذا الخط لأنها كانت مفككةً جدًا. فاستغل جرانت الوضع وشن هجمات على هذه الجبهة ذات الدفاع السيء التي يبلغ طولها ثلاثين ميلًا. أدى ذلك في النهاية إلى استسلام لي وجيش فرجينيا الشمالية في أبوماتوكس.
استسلم جيش فرجينيا الشمالية عند الظهيرة في 9 أبريل وتبعه استسلام قوات الجنرال سانت جون ريتشاردسون ليدل بعد ست ساعات تقريبًا. حُلّت كتيبة موسبيز ريدرز في 21 أبريل؛ استسلم الجنرال جوزيف إغلستون جونستون وقواته المتنوعة في 26 أبريل؛ استسلمت الإدارات الكونفدرالية في كل من ألاباما ومسيسيبي ولويزيانا الشرقية في 4 مايو؛ واستسلمت المقاطعة الكونفدرالية للخليج التي يقودها اللواء دابني إتش موري في 5 مايو. عقد الرئيس الكونفدرالي جيفيرسون ديفيس اجتماعًا لمجلس وزرائه الأخير في 5 مايو وحُلت بعدها حكومته. أُسر في 10 مايو مع الإدارات الكونفدرالية لفلوريدا وجورجيا الجنوبية التي يقودها اللواء الكونفدرالي صموئيل جونز. وفي 10 مايو أيضًا، أعلن الرئيس الأمريكي أندرو جونسون أن المقاومة المسلحة للتمرد انتهت تقريبًا. استسلم لواء تومسون في 11 مايو والقوات الكونفدرالية لجورجيا الشمالية في 12 مايو واستسلم كيربي سميث في 26 مايو (موقع رسميًا في 2 يونيو). كانت معركة بالميتو رانش في تكساس في 12 و13 مايو آخر معارك الحرب الأهلية الأمريكية. كان العميد الشيروكي المتحالف مع الكونفيدرالية ستاند واتي وجنوده من الهنود الحمر آخر قوة كونفدرالية نشطة استسلمت في 23 يونيو. حصل آخر استسلام كونفدرالي في 6 نوفمبر 1865 حين استسلمت السفينة الحربية الكونفدرالية سي إس إس شيناندوا في ليفربول (إنجلترا). أعلن الرئيس جونسون بشكل رسمي نهاية الحرب في 20 أغسطس 1866.

## جيش فرجينيا الشمالية (9 أبريل 1865)
قاد الجنرال روبرت إدوارد لي جيش فرجينيا الشمالية وقاد اللواء جون غوردون فيلقها الثاني. هاجم غوردون في وقت مبكر من صباح يوم 9 أبريل بهدف اختراق الخطوط الفدرالية في معركة أبوماتوكس كورت هاوس لكنه فشل، وحوصر الجيش الكونفدرالي بعدها. طلب لي عقد اجتماع مع الفريق يوليسيس جرانت في الساعة 8:30 صباح ذلك اليوم لمناقشة تسليم جيش فرجينيا الشمالية. وصل جواب جرانت إلى لي بعد الساعة الثانية عشرة بقليل وقال جرانت فيه إنه سيقبل استسلام الجيش الكونفدرالي تحت شروط معينة. امتطى لي حصانه بعدها باتجاه القرية الصغيرة في أبوماتوكس كورت هاوس حيث يقع مبنى محكمة مقاطعة أبوماتوكس، وانتظر وصول جرانت لتسليم جيشه له.

## جنود الجنرال سانت جون ريتشاردسون ليدل (9 أبريل 1865)
خسر الكونفدراليون مدينة سبانيش فورت في ألاباما في معركة سبانيش فورت التي وقعت بين 27 مارس و8 أبريل 1865 في مقاطعة بالدوين. بعد خسارة سبانيش فورت، خسر الكونفدراليون أيضًا فورت بلاكلي لصالح قوات الاتحاد في معركة فورت بلاكلي بين 2 و9 أبريل 1865. كانت هذه المعركة الأخيرة في الحرب الأهلية الأمريكية التي شاركت فيها أعداد كبيرة من قوات الولايات المتحدة الملونة. وقعت معركة فورت بلاكلي بعد ست ساعات من استسلام لي لجرانت في أبوماتوكس. أُسر العميد سانت جون ريتشاردسون ليدل خلال المعركة وسلّم رجاله. خسر ليدل 3,400 رجلًا أُسروا في المعركة من أصل 4,000 رجل. قُتل قرابة 250 رجلًا وتمكن نحو 200 رجل فقط من الفرار. يمكن أن يُعزى الهجوم الناجح للاتحاد على نحو كبير إلى القوات الأفريقية-الأمريكية.

## كولومبوس (جورجيا) (16 أبريل 1865)
واصل مقاتلو الجنرال جيمس إتش ويلسون زحفهم عبر ألاباما إلى جورجيا غير مدركين لاستسلام لي في 9 أبريل واغتيال رئيس الولايات المتحدة أبراهام لينكون في 14 أبريل. دارت معركة كولومبوس (جورجيا) في 16 أبريل.  قيل خطأً إن هذه المعركة هي «المعركة الأخيرة في الحرب الأهلية» وزُعم خطأً أيضًا أنها «تُعتبر [الأخيرة] على نطاق واسع». سقطت كولومبوس أمام مقاتلي ويلسون (ويلسونز ريدرز) نحو منتصف ليلة 16 أبريل ودُمرت معظم قدرتها الصناعية في 17 أبريل. أُصيب العقيد جون ستيث بمبرتون، مخترع كوكا كولا، في هذه المعركة ما سبب هوسه بتركيبات مسكنات الألم وانتهى به المطاف بوصفة شرابه الشهير.

## موسبيز ريدرز (غزاة موسبي) (21 أبريل 1865)
كان جوالة موسبي، المعروفون أيضًا بسلاح فرسان كتيبة فرجينيا 43، قوة خاصة من القوات العسكرية الكونفدرالية التي قاومت سيطرة الاتحاد على منطقة لاودن فالي. شكل جون سنغلتون موسبي الكتيبة تحت قيادة الجنرال روبرت إدوارد لي في 10 يونيو 1863 عند ريكتور كروس رودز قرب ريكتورتاون في فرجينيا. مارس موسبي تقنيات الحرب النفسية وحرب العصابات لتعطيل معقل الاتحاد. لم يستسلم رجال موسبي بشكل رسمي وحُلّوا في 21 أبريل 1865 بعد أسبوعين تقريبًا من تسليم لي جيش فرجينيا الشمالية إلى جرانت. قُرئت رسالة من موسبي بصوت عال لرجاله في اليوم الأخير لقوته الضاربة:
«أيها الجنود!
أجمعكم للمرة الأخيرة. تلاشت الرؤية التي كنا نعتز بها بدولة حرة ومستقلة، وأصبحت هذه الدولة الآن غنيمةً لغازٍ. إنني أحل منظمتكم عوضًا عن تسليمها لأعدائنا. لست قائدكم بعد الآن. بعد أكثر من عامين حافلين بالأحداث، أفارقكم بفخر تام أمام شهرة إنجازاتكم، وذكريات لطفكم الكريم معي التي أمتن لها. والآن وفي لحظة الوداع الأخير هذه، تقبلوا تأكيد ثقتي واحترامي الثابتين.
وداعًا.

العقيد جون سنغلتون موسبي.»
مع عدم وجود استسلام رسمي، عرض اللواء الاتحادي وينفيلد سكوت هانكوك مكافأةً قدرها 2,000 دولار مقابل القبض على موسبي، ورُفعت لاحقًا إلى 5,000 دولار. استسلم موسبي للواء جون غريغ في 17 يونيو في لينشبرغ (فرجينيا).

## جيش تينيسي وإدارة كارولاينا الشمالية وجورجيا وفلوريدا (26 أبريل 1865)
كانت المرحلة الرئيسة التالية في عملية إحلال السلام التي أنهت الحرب الأهلية الأمريكية هي استسلام الجنرال جوزيف إغلستون جونستون وقواته إلى اللواء ويليام شيرمان في 26 أبريل 1865 في بينيت بليس الواقعة في دورام في كارولاينا الشمالية. كان جيش تينيسي لجونستون من بين قرابة مئة ألف جندي كونفدرالي سُلموا من كارولاينا الشمالية وكارولاينا الجنوبية وجورجيا وفلوريدا. وضعت شروط الاستسلام في وثيقة سميت «شروط اتفاقية عسكرية» موقعة من قبل شيرمان وجونستون والفريق يوليسيس جرانت في رالي (كارولاينا الشمالية).